# Megachile pulchrifrons
Megachile pulchrifrons är en biart som beskrevs av Cockerell 1933. Megachile pulchrifrons ingår i släktet tapetserarbin, och familjen buksamlarbin. Inga underarter finns listade i Catalogue of Life.